# Hyeri
Hyeri (* 9. Juni 1994 in Gwangju, Südkorea), vollständiger Name Lee Hyeri, ist eine südkoreanische Sängerin der Girlgroup Girl’s Day und Schauspielerin. Sie ist vor allem bekannt durch ihre Rollen in Seonam Girls High School Investigators (2014) und Eungdapara 1988 (2015). Aktuell studiert sie nebenbei Film an der Konkuk University in Seoul.
Hyeri war über acht Monate mit dem Sänger Tony An zusammen. Die Beziehung sorgte für viel Aufmerksamkeit in den Medien aufgrund des Altersunterschied von 16 Jahren zwischen den beiden. Das Paar gab bekannt, sich aufgrund ihrer stressigen Zeitpläne getrennt zu haben.

## Karriere
Im September 2010 wurde Hyeri Mitglied der Gruppe Girl’s Day, zusammen mit Yura, nachdem die Mitglieder Jiin und Jisun die Gruppe nur zwei Monate nach deren Gründung verließen.
Neben ihren Gruppenaktivitäten ist sie als Schauspielerin in Fernsehserien aktiv. 2012 spielte sie das Nesthäkchen in einer Familie mit vier Töchtern in der Serie Tasty Life.
Im August 2014 trat sie über vier Tage in der Sendung Real Men auf, wodurch sie über Nacht durch ihr Aegyo viel Aufmerksamkeit bekam.
2015 spielte sie die Hauptrolle in der erfolgreichsten Serie des Jahres, Eungdapara 1988. Diese spielt im Jahr 1988 und ist der dritte Teil der Nostalgiereihe nach Eungdapara 1997 und Eungdapara 1994.
2018 gab Hyeri ihr Leinwand-Debüt in dem Film Monstrum. Der Film spielt zur Zeit der Joseon-Dynastie im Jahr 1527 als der Palast von König Jungjong von einem Monster heimgesucht wird. Hyeri sagte, sie wollte schon immer in einen Historienfilm mitspielen, hatte aber keine Hoffnung, dass dieser Traum wahr werden würde.

## Filmografie
- 2012: Tasty Life (맛있는 인생 Masitneun Insaeng, SBS)
- 2013: The Clinic for Married Couples: Love and War (부부클리닉 사랑과 전쟁, KBS2)
- 2014: Seonam Girls High School Investigators (선암여고 탐정단, JTBC)
- 2015: Hyde, Jekyll, Me (하이드 지킬, 나, SBS)
- 2015: Reply 1988 (응답하라 1988 Eungdapara 1988, tvN)
- 2016: Entertainer (딴따라 Ttanttara, SBS)
- 2018: Monstrum
- 2019: My Punch-Drunk Boxer (판소리 복서 Pansori Boxer)